# Armstrong, British Columbia
Armstrong är en ort i Kanada.   Den ligger i provinsen British Columbia, i den södra delen av landet, 3 200 km väster om huvudstaden Ottawa. Armstrong ligger 359 meter över havet och antalet invånare är 4 275.
Terrängen runt Armstrong är varierad. Runt Armstrong är det mycket glesbefolkat, med 2 invånare per kvadratkilometer.. Armstrong är det största samhället i trakten.
I omgivningarna runt Armstrong växer i huvudsak barrskog.